# Luis de Sirval
Luis de Sirval (Valencia, 1898-Oviedo, 1934), seudónimo de Luis Higón y Rosell, fue un periodista español, asesinado por legionarios en la represión de la Revolución de Asturias de 1934. Su muerte generó gran repercusión y provocó una serie de protestas a raíz de la condena del asesino, por «simbólica o demasiado benevolente», a juicio de personalidades como Antonio Machado, Miguel de Unamuno, Azorín o Juan Ramón Jiménez.

## Biografía
Nacido en Valencia en 1898, fue colaborador en publicaciones como La Voz de Valencia, El Noticiero Universal, El Diluvio, La Libertad o El Heraldo. Murió en Oviedo el 27 de octubre de 1934, asesinado después de ser extraído de su celda por miembros de la Legión —entre los que se encontraban Dimitri Ivanoff, Rafael Florit de Togores y Ramón Pando Caballero— después de finalizar la Revolución de octubre de 1934, durante el segundo bienio de la Segunda República Española, sucesos que había cubierto como periodista pero en los que no tomó partido del lado de los insurgentes. La causa pudo deberse a que acusó a la Legión de haber asesinado «a sangre fría» a la revolucionaria Aida de la Fuente, o bien al mero hecho de investigar la violenta represión de las tropas gubernamentales.

## Juicio, reclamaciones y consecuencias
El legionario Dimitri Iván Ivanoff fue condenado en agosto de 1935 a seis meses de prisión y a un pago de 15 000 pesetas como compensación a la familia de Sirval, sentencia que según Aznar Soler levantó «indignación generalizada entre los intelectuales españoles». La muerte de Sirval daría lugar a la publicación de obras como Por qué mataron a Luis de Sirval (1935), del también periodista Ignacio Carral, o El delito de asesinato: el caso Sirval (1936), de Manuel López del Rey.
Sirval, que había llegado a Asturias cuando el movimiento revolucionario ya había sido abortado, fue detenido poco antes de enviar su tercer reportaje a El Mercantil Valenciano, en el que, a través del testimonio de tres legionarios, se implicaba al teniente Dimitri Iván Ivanoff en el fusilamiento de la joven de diecinueve años Aida Lafuente –que luego pasaría a la historia como «La Rosa Roja»–. El relato de los hechos cuenta que, encontrándose fuera de servicio, dicho oficial del Tercio y otros dos legionarios irrumpieron en la comisaría y sacaron a Sirval de su calabozo, para acribillarle en un pequeño patio de apenas 36 metros cuadrados, cerrado por muros de 9 metros de alto que no pudieron evitar que algunos vecinos presenciaran el hecho. El crimen tuvo una farsa de juicio en el Tribunal de Urgencia de Oviedo en agosto de 1935, en que el asesino fue condenado a seis meses y un día de prisión menor, que no cumplió «...por considerarse homicidio por imprudencia temeraria». Dicho tribunal rechazó también los testimonios presentados, hasta 27, por Eduardo Ortega y Gasset, abogado defensor, e insistió en que al teniente se le disparó accidentalmente la pistola, impactando sobre el periodista seis de los siete tiros, el último de ellos en la sien. Un mes después el Tribunal Supremo ratificó el fallo y el crimen quedó impune, provocando una serie de protestas que llegaron, como en el caso de Valencia, de donde era el periodista asesinado, a llenar su plaza de toros. Por su parte, Unamuno, Machado, Besteiro, Juan Ramón Jiménez y Azorín firmaron un manifiesto en contra de la sentencia.
En 1936, antes de la Guerra Civil, se abrió una querella contra los magistrados que dictaron sentencia en 1935, circunstancia que luego daría lugar a otro asesinato en Ávila tras el «alzamiento» de julio —la ciudad quedó rápidamente en poder de los sublevados—, en este caso se acabó con la vida de uno de los magistrados que admitieron la apertura de este nuevo proceso, según Antonio Linage Conde.
Prueba de la repercusión que tuvo la detención y muerte del periodista es que durante la Revolución Española de 1936 en Torrebaja, pequeña localidad del Rincón de Ademuz próxima al frente de Teruel y sede del Alto Mando del Cuerpo de Ejército, a la popular calle de San Roque se le cambió el nombre, poniéndole «Calle Luis de Sirval». Las Cortes de la República Española aprobaron, el 1 de febrero de 1938, dos leyes de concesión de pensiones a la viuda y a los padres del periodista. Hasta 1939, tuvo una calle en el distrito madrileño de Puente de Vallecas, año en que pasó a denominarse «de los Héroes del Alcázar»  y, posteriormente, en 2017, «de la Filósofa Simone Weil».